# 國防大學理工學院
國防大學理工學院，位於臺灣桃園市大溪區的軍事學校，簡稱中正理工，1917年創校時名為「漢陽兵工專門學校」，2000年併入國防大學。

## 沿革

### 軍政時期（民國初期）
- 1917年（民國六年），北洋政府國務總理段祺瑞執政，採兵工督辦薩鎮冰建議，設校培養兵器工程人才，在設備最新的漢陽兵工廠，附設「兵工學校」招考小學、初一幼童，半天上課，半天工廠實習，定名為陸軍部「漢陽兵工專門學校」，招辦三期，因經費短絀，於1922年停辦。[2][3][4][5][6]
- 1924年，又呈准續辦於湖北漢陽，仿照日本帝國大學，設立造兵（製造兵器）[7][8]和製藥（製造火藥）[9]兩科，招考高中畢業生，四年畢業，分發各兵工廠任工程師。[2][10][5]
- 1926年，改名為「國民政府兵工專門學校」。[2][11]

### 訓政時期（對日抗戰）
- 1933年，軍政部成立，改制為「軍政部兵工專門學校」遷校於南京中華門外，內分四年制之造兵、製藥二科。[12]
- 1934年修改學制，招收高中畢業生修業三年，增設「軍械技術」專科。[12]
- 1937年抗日軍興，奉命西遷，暫遷至湖南株洲。[2]
- 1938年抵四川重慶，設校於磁器口小揚公橋董家院。[2][12]
- 1939年，自第六期起，仍招收高中畢業生，授業五年（修業四年、軍事入伍訓練及工廠實習各半年）。校名又更為「軍政部兵工學校」。本科改稱大學部，設造兵及應用化學兩系；軍械技術科改稱專科部，當時尚有初級技術人員訓練班及軍械人員訓練班（調現職軍官培訓）等。[12][4][13][14]
- 抗戰勝利後計劃東遷，以上海吳淞為臨時校址，擴大教學範圍，包括兵工設計、製造、保養、補給諸部門，直屬聯合勤務總司令部（原聯勤總部，2012年裁編）。
- 1947年正式於上海吳淞建校。[2][5][15][16]
- 1948年，設兵工、化學兵與軍官訓練班，將原軍用文人身分正式成立軍制「兵工」官科，並將「陸軍機械化學校」（今「裝甲兵學校」）的「戰車工程研究班」併入，[8] 成立造兵、應化、車輛三系，稱為「兵工工程學院」，原設兵工勤務班及化學兵專修班，統由「兵工學校」管理。[5][15][16]

### 在台時期
- 1949年元月，奉命遷校於臺灣花蓮。[5][15][16][17]（適國共徐蚌會戰時，由滬遷臺時，部份教授、校友因故滯留上海。1953年中共徵用哈爾濱醫科大學全部校舍，成立「軍事工程學院」，然於1966年後，撤銷建制。[5]）
- 1951年花蓮大地震，學校損失慘重，乃奉令在臺北市龍門里新生南路新建校舍，1952年（民國41年）秋，全部遷入。[2][18]
- 1955年冬，改隸陸軍供應司令部兵工署，更名為「陸軍兵工學校兵工工程學院」。[2]
- 1956年9月，因國軍需要電機人才，乃增設電機工程學系。
- 1962年9月，「兵工學校」校院分制，「兵工工程學院」分編成為「陸軍理工學院」，直屬於陸軍總部，除原有四個系之外，另增加土木工程、工業工程及物理三個學系，並以新生南路三段原校舍為該院院址；初級技術人員訓練班、兵工勤務班、化學兵專修班及軍械人員訓練班等，隨「兵工學校」（今「陸軍後勤學校」）遷往臺北市中正區信義路一段。[2][15]
- 1963年9月，再增設化學系。
- 1966年10月，改直隸國防部[19]，並更名為「中正理工學院」，選定桃園縣（今桃園市）大漢溪畔中正嶺為新校址；同年秋，成立航空工程學系。[2]
- 1968年12月，遷入桃園縣大溪鎮員樹林（現址）。[2]
- 1969年3月[20]，整編「海軍工程學院」[21]及「聯勤測量學校」，成立應用數學系、測量繪圖系，分屬於理、工學部；初設大學部，後為國防需求，乃先後增設研究部博、碩士班及專科部。
- 2000年併入國防大學，更名為「國防大學中正理工學院」。
- 2006年11月配合軍事院校整併案，中文校名更名為「國防大學理工學院」，所屬校區改為中正嶺校區。[22][23]

## 歷任（校）院長
漢陽兵工專門學校
1. 蔣廷梓：漢陽兵工廠總辦兼任，江蘇徐州人，砲兵軍官出身，畢業于日本陸軍士官學校第3期砲科. [12][24]
2. 刘文明：1925年4月 [3][25]
3. 杜節文：1925年12月 [3]
4. 鄧演存：1927年，係保定北洋軍官學堂及保定陸軍軍官學校第一期砲科畢業，漢陽兵工廠廠長兼任校長 [3][25]
5. 胡庶华：1933年[25]
6. 許徵：1933年，係日本帝國大學冶金科畢業。[12] [26]
7. 李待琛：1934年－1937年，係日本帝國大學造兵科畢業，美國哈佛大學冶金博士，曾任湖南大學校長。[12][24][25]
8. 梁强：1937年 [25]
9. 方光圻：1939年 [12][25][27]
10. 杜文若：1946年4月 [25][28]
11. 簡立中將：1949年7日，係中央軍校第六期 [25][29][30][31][32]
12. 何得萱中將 [29][30][33][34]

陸軍理工學院
- 方光圻 [27] [35]

| 中正理工學院（軍階：中將） 1. 簡立：1966年2月1日－1968年2月15日 2. 趙國才：1968年2月16日－1973年7月20日 3. 呂則仁：1973年7月21日－1978年3月10日 4. 董萍：1978年3月11日－1980年3月5日 5. 伍作海：1980年3月6日－1984年6月30日 6. 陸寶蓀：1984年7月1日－1987年12月1日 7. 陳傳鎬：1987年12月2日－1991年8月31日 8. 袁豪：1991年9月1日－1996年5月31日 9. 章陽明：1996年6月1日－1997年12月31日 10. 左燿煇：1998年1月1日－2000年12月31日 | 海軍工程學院（軍階：少將） 1. 楊珍 2. 張奇駿，與中正理工學院合校，改任副院長。 聯勤測量學校 - 曹谟 - 周齊祁 |

國防大學理工學院（軍階：少將）
11. 楊明放：2001年1月1日－2002年4月30日

12. 張元彬：2002年6月1日－2003年12月31日

13. 宋大偉：2004年1月1日－2005年1月31日

14. 陸續：2005年3月1日－2007年7月1日

15. 劉思遠：2007年7月1日－2010年3月31日

16. 張自強：2010年4月1日－2014年12月31日

17. 荊元宇：2015年1月1日－2020年9月30日 

18. 崔怡楓：2020年10月1日－現任。

## 象徵

### 院（校）徽

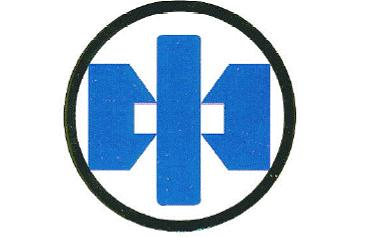
中正理工學院院徽（併入國防大學修改版，外圍圓圈原為「金黃色」）
國防大學理工學院院徽
院旗

### 院歌
詞：簡立
曲：謝君儀
和聲：黃友棣
|    | 巍巍中正 曠代名崇 日精月進 惟理與工 建軍膺重寄 革命作先鋒 明體以達用 計日而程功 學從術德兼修入 道在天人一貫中 震遠戎 征太空 竭忠誠 揚院風 國防賴以永固 民生藉以長豐 科學軍官志氣洪 大漢天聲萬世雄 |
| —— | |

## 組織

### 行政單位
院辦室 
- 院長
  - 副院長
    - 教育長
    - 政戰主任
    - 監察官
    - 保防官

院部單位 
- 教學支援中心：教務、學務、後勤、人事、行政組
- 主計組
- 軍事科技中心
- 資訊安全中心
- 學員生大隊
  - 學生中隊
  - 學員中隊

### 學術系所
| - 大學部學士班 部分系所通過 中華工程及科技教育認證 - 資訊工程學系 - 資訊系統組 - 網路攻防組 - 化學及材料工程學系 （页面存档备份，存于） - 材料工程組 - 化學工程組 - 環境資訊及工程學系 - 大氣科學組 - 空間科學組 - 軍事工程組 - 電機電子工程學系 - 電機組 - 電子組（含電子、光電） - 動力及系統工程學系 - 兵器系統工程組 - 車輛及運輸工程組 - 造船及海洋工程組 - 機械及航太工程學系 - 航空太空工程組 - 機械工程組 | - 研究所碩士班 - 材料科學與工程碩士班（化學及材料工程學系） - 化學工程碩士班（化學及材料工程學系） - 資訊工程碩士班（資訊工程學系） - 電子工程碩士班（電機電子工程學系） - 光電工程碩士班（電機電子工程學系） - 軍事工程碩士班（環境資訊及工程學系） - 大氣科學碩士班（環境資訊及工程學系） - 空間科學碩士班（環境資訊及工程學系） - 機械工程碩士班（機械及航太工程學系） - 航空太空工程碩士班（機械及航太工程學系） - 車輛及運輸工程碩士班（動力及系統工程學系） - 造船及海洋工程碩士班（動力及系統工程學系） - 兵器系統工程碩士班（動力及系統工程學系） - 網路安全碩士班（資訊工程學系） | - 研究所博士班 - 國防科學研究所 - 國防科學研究所（博士班）化學與材料工程組 - 國防科學研究所（博士班）資訊工程組 - 國防科學研究所（博士班）電機電子工程組 - 國防科學研究所（博士班）環境資訊及工程組 - 國防科學研究所（博士班）機械及航太工程組 - 國防科學研究所（博士班）動力及系統工程組 |

## 校際活動
- 四中五校聯誼賽
- 大專校院足球運動聯賽
- 大專校院排球運動聯賽
- 大專校院籃球運動聯賽
- 全國大專院校運動會
- 三項全能
- 大專盃木球聯賽
- 橄欖球類運動
- 合唱團（團歌：漁翁樂）
- 棒球
- 慢速壘球
- 花季懇親系列活動[52]

## 自治幹部
- 榮譽委員會
- 年班委員會
- 學生活動中心
- 實習幹部：實習旅部、實習營部、實習連部、實習排部、實習班部

### 腳註
1. ↑  謝宗憲. . 中華民國國防部青年日報社. 2013年11月1日  [2013年11月1日]. （原始内容存档于2013年11月4日）.
2. 1 2 3 4 5 6 7 8 9 10 11  新生手冊 （页面存档备份，存于） - 中正理工學院 - 學員生大隊- 國防大學，2008年09月1日
3. 1 2 3 4  火器堂 （页面存档备份，存于） - 漢陽兵工廠
4. 1 2  岳廬小棧﹝岳廿兩同學會﹞ 》 百寶箱 》兵工百年滄桑史話
5. 1 2 3 4 5 6  岳廬小棧﹝岳廿兩同學會﹞ 》 百寶箱 》 兵工工程教育，芝加哥時報，Oct 21,2005，鍾煥成
6. ↑  （註：自1872年起，清廷曾四次派遣十至十六歲幼童，出洋留學英國，每次三十名，留學十五年，包研究院和赴歐考察，著名的京張鐵路工程師詹天佑即係幼童留洋。）
7. ↑  沿革簡介 - 動力及系統工程學系 （页面存档备份，存于），國防大學理工學院
8. 1 2  國防大學理工學院動力及系統工程學系 （页面存档备份，存于），中國材料學學會，電子報23期，2012年2月刊，
9. ↑  沿革簡介 - 化學及材料工程學系 （页面存档备份，存于），國防大學理工學院
10. ↑  岳廬小棧﹝岳廿兩同學會﹞ 》 百寶箱 》兵工百年滄桑史話
11. ↑  工學部大维館 （页面存档备份，存于） - 俞大维
12. 1 2 3 4 5 6 7 8  兵工學校的創始和演變[永久] - 這是北加州中華民國軍事院校校友聯合會的部落格 - Yahoo!奇摩部落格
13. ↑  雷穎：兵工學校要求嚴格 通過千錘百鍊 （页面存档备份，存于）-榮民文化網，行政院國軍退除役官兵輔導委員會，訪談時間：2006年08月02日
14. ↑   作者：鄧克雄. . （臺北）: 國防部史政編譯室. 2008. ISBN 978-986-013-782-8 （中文（繁體））.
15. 1 2 3 4  今臺北市大安區龍門里- 歷史
16. 1 2 3  今陸軍後勤學校- 沿革
17. ↑  「兵工學校的創始和演變」、「抗日戰中兵工廠全盛時代」，世界日報，文 / 陳葭元（民國26年班畢），2004年11月14日
18. ↑  今台北市龍安國小附近行政院人才培訓中心的附近 （页面存档备份，存于）, 財團法人黎明文化事業基金會
19. ↑  遵奉  蔣公指示：「將全國三軍理、工有關學校合併遷在一處面積較大之地區內施教，俾使更為經濟有效並能加速發展進步。」
20. ↑  宗旨願景 - 環境資訊及工程學系 （页面存档备份，存于），國防大學理工學院
21. ↑  第76頁 （页面存档备份，存于）作者：許樹恩. . 秀威資訊出版社. 2004年8月13日. ISBN 986-761-439-9 （中文（繁體））.
22. ↑  去蔣公化？　中正理工學院改校名 （页面存档备份，存于），記者:廖宗慶，桃園報導，聯意製作股份有限公司，TVBS，2007/3/9
23. ↑  國防大學理工學院正期班招生問答集 （页面存档备份，存于），國防大學理工學院正期班招生問答集 （页面存档备份，存于）（連結已消失，2013-09-04測試），格式：PDF，日期：2011.02.01
24. 1 2  鞏縣兵工廠為躲避日寇 緊急南遷簡體版 （页面存档备份，存于）（简体中文）正體版[永久]（繁體中文） - 中國新聞網，2011年05月25日，來源：大河網
25. 1 2 3 4 5 6 7 8  陆军兵工学校 - 百科知识
26. ↑  許徵（1888—1969），字冶同，浙江省瑞安市人，為許璇、許壬兩人的弟弟，1910年代著名的冶金、兵工及熱處理專家。1904年6月赴日留學，入東京帝國大學，畢業後歸國。民國時期，任南京兵工專門學校校長，兼任兵工署少將參議。抗戰時期，曾在武漢和重慶兵工廠任總工程師，為抗戰作出貢獻。中華人民共和國成立後，被聘為東北工學院熱處理教授、遼寧省政協委員，為培養技術人才而努力，文化大革命時遭迫害致死。參閱 《晚清瑞安留学生独领风骚 （页面存档备份，存于）》 - 瑞安日報，2011-11-14
27. 1 2 3  方光圻與簡立--兩位對軍火工業教育貢獻最大任期最久的大學校長01 （页面存档备份，存于）02 （页面存档备份，存于），陳國怡，傳記文學，64:6=385，1994年6月（民83.06），頁57-62，系統識別號：A94010849
28. ↑  杜文若（1904－1989）山西沁源人。清華大學畢業。1927年赴美國留學，1931年回國，1935年任軍政部學兵隊中隊長，1936年任國民兵軍官教導團少將團長，1939年任第2戰區新編騎兵第1旅旅長，1946年6月任兵工學校校長，1947年12月任華北剿匪總部工程處處長，1948年任華北剿匪總部副參謀長，1949年1月在北平參加起義。後任解放軍南京軍事學院軍事教員，江蘇省人民政府參事。1989年11月23日病逝。參閱 《杜文若 - 第四野战军 （页面存档备份，存于）》
29. 1 2  .   [2013-06-23]. （原始内容存档于2020-12-09）.
30. 1 2  作者：劉漢壽. . 秀威資訊出版社. 2010年5月1日. ISBN 978-986-221-440-4 （中文（繁體））.
31. 1 2  作者：曾瓊葉. . （臺北）: 國防部史政編譯室. 2008年4月1日. ISBN 978-986-013-755-2 （中文（繁體））.
32. ↑  《民國軍界人物的字、號、稱謂、相片、書法與名片-5[永久] - 走過歷史》-《向軍次將軍年譜 》- Yahoo!奇摩
33. ↑  由於雲、彰、屏地區地下水開發計畫的成功，使這些地區的缺水現象大大減輕，農民慶幸和感激政府為他們解決水荒問題。目前地下水開發收效很大，可免除旱災的損失，農民們熱烈慶祝，並向台灣省政府主席黃杰及何得萱處長獻旗，表示感激政府開發地下水的德政。01-李行的作品 （页面存档备份，存于）02 （页面存档备份，存于），導演：李行，1960年，財團法人國家電影資料館 / 台灣電影數位典藏中心
34. ↑  6.3 何得萱（湖南寧鄉）PAGE 23 （页面存档备份，存于），作者：編輯部整理編印. . 龍文出版社. 2009年. ISBN 978-986-642-909-5 （中文（繁體））.
35. 1 2  兵工學校的兩位傑出兵工人物--方光圻、呂則仁(4935806) （页面存档备份，存于）。崔雲清（20050300）。傳記文學。卷期:86:3=514。2005年3月（民94.03）。頁次:頁112-123。《數位典藏與數位學習聯合目錄》
36. ↑  培養國防科學人才的搖籃　中正理工學院 （页面存档备份，存于）- 影帶名稱:中製新聞片　017卷 - 攝製：中國電影製片廠，影帶編號:CFN017，詮釋資料識別碼:cca200101-nw-CFN0717，監製：國防部　政治部，事件時間:1970-02-23，實體典藏日期:2008-06-28，影帶格式:Betacam，典藏單位:財團法人國家電影資料館
37. ↑  訪博士少將伍作海，談論如何同時取得將軍與博士學位[永久] - 台灣電視事業股份有限公司，報導記者：王華蓋，1973/01/10
38. ↑  海軍機校校友蒞臨海軍官校參訪(2013.03.26) （页面存档备份，存于） - Youtube
39. ↑  ◎ 楊珍將軍文物 捐贈海軍典藏 （页面存档备份，存于） - 青年日報社，2012/7/14
40. ↑  ◎ 楊珍將軍文物 捐贈海軍典藏 （页面存档备份，存于） - 軍聞社，2012/7/13
41. 1 2  校史 （页面存档备份，存于） - 海軍機械學校
42. ↑  曹謨 （页面存档备份，存于） - 國家圖書館 期刊文獻資訊網 中國文化研究論文目錄系統：進階查詢
43. ↑  會務活動 （页面存档备份，存于） - 中華民國航空測量及遙感探測學會
44. ↑  台灣最早的攝影理論課程 （页面存档备份，存于） - 視丘攝影藝術學院 - 視丘攝影圖書館
45. ↑  黃朝琴. . 國防部青年日報社. 2014-04-11. （原始内容存档于2015-01-26） （中文）.（繁體中文）
46. ↑  黃朝琴. . 國防部青年日報社. 2014-06-23. （原始内容存档于2015-01-26） （中文）.（繁體中文）
47. ↑  . （原始内容 (jpg)存档于2013-09-29） （中文）.（繁體中文）
48. ↑  .   [2015-01-21]. （原始内容存档于2023-02-03）.
49. ↑  .   [2013-06-25]. （原始内容存档于2022-06-19）.
50. 1 2  行政組織 （页面存档备份，存于） - 國防大學 - 理工學院
51. 1 2  國防大學組織規程 （页面存档备份，存于） - 國防法規資料庫
52. ↑  張麗惠. . 中華民國國防部青年日報社. 2013年3月17日. 每年3月或4月，視氣候溫度，是否將花開而定[永久]

### 文獻
- 中影股份有限公司. . 國家電影資料館. 財團法人國家電影資料館. 2008. （原始内容存档于2019-05-02）.

- 臺灣電視公司. . 國家圖書館 (臺灣電視公司). 1968-06-07. （原始内容存档于2016-03-04）.

- 臺灣電視公司. . 國家圖書館 (臺灣電視公司). 1968-04-06. （原始内容存档于2016-03-04）.

- 蘇鴻春. . 測量工程 (測量工程). 2003, 45 (4): 5–12. （原始内容存档于2014-08-29）.

- 黃維恕. . 測量工程 (測量工程). 1959, 1 (4): 1–5. （原始内容存档于2014-08-29）.

- . 上海市地情資料庫. 上海市地方志. （原始内容存档于2019-04-15）.

- 葉國維. . 國立中央大學圖書館. 2006-05. （原始内容存档于2013-09-03）.

- 謝惠民. . 國家文化資料庫. 行政院文化部. 1963. （原始内容存档于2012-04-16）.

## 外部連結
- 國防大學理工學院